# Rizziconi
Rizziconi is een gemeente in de Italiaanse provincie Reggio Calabria (regio Calabrië) en telt 7926 inwoners (31-12-2004). De oppervlakte bedraagt 39,7 km², de bevolkingsdichtheid is 190 inwoners per km².
De volgende frazioni maken deel uit van de gemeente: Drosi, Cirello, Spina, Russo.

## Demografie
Rizziconi telt ongeveer 2424 huishoudens. Het aantal inwoners steeg in de periode 1991-2001 met 2,3% volgens cijfers uit de tienjaarlijkse volkstellingen van ISTAT.
| Jaar | Inwoneraantal |
| ---- | ------------- |
| 1991 | 7479          |
| 2001 | 7650          |

## Geografie
De gemeente ligt op ongeveer 87 m boven zeeniveau.
Rizziconi grenst aan de volgende gemeenten: Cittanova, Gioia Tauro, Oppido Mamertina, Rosarno, Seminara, Taurianova.